# Vaux-et-Borset
Vaux-et-Borset (en wallon Vå-et-Borset), couramment appelé Vaux-Borset, est une section de la commune belge de Villers-le-Bouillet située en Province de Liège,  en Région wallonne.
Cette entité de la Hesbaye liégeoise est composée du village de Vaux et du hameau de Borset. Il s'agissait d'une commune à part entière avant la fusion des communes de 1977.
Essentiellement agricole et résidentielle, elle comptait 1 015 habitants en 2014 et 1 036 en 2020.

## Toponymie
Le nom de Vaux trouve son origine dans le mot latin vallis (« vallée ») et celui de Borset dans le mot latin bruscia (« broussaille »).

## Démographie
- Sources:INS, Rem:1831 jusqu'en 1970=recensements, 1976= nombre d'habitants au 31 décembre

## Histoire
L'entité est évoquée pour la première fois en 1095 dans le cadre d'un acte de donation d'une terre du village par Werner de Grez au profit d'un chapitre collégial de Fosses. La seigneurie était exercée conjointement par le chapitre de Fosses et les seigneurs de Seraing-le-Château. Vaux-et-Borset était, comme les autres entités des environs, un village dont la ressource principale était l'agriculture.
Au XIXe siècle, plusieurs industries se sont implantées dans le village. Environ 150 maisons réparties en 3 hameaux étaient établies dans l'entité à la même époque.
La famille Grangagnage, bourgeoise et éclairée, fit don de son château-ferme à l’ancienne Commune de Vaux-et-Borset à la condition que le bâtiment reste un lieu d'hébergement pour les personnes en situation de précarité et les vieillards. Conformément à ce souhait, le bâtiment appartient aujourd'hui au centre public d'action sociale (CPAS) de la Commune de Villers-le-Bouillet.

## Patrimoine et culture

### Patrimoine architectural
Un château datant de 1900 est situé au centre du hameau de Borset.  Il est entouré d'un parc arboré.  Depuis 2021, l'ancienne orangerie du château a été transformée en restaurant semi-gastronomique à l'abri des regards depuis la rue.

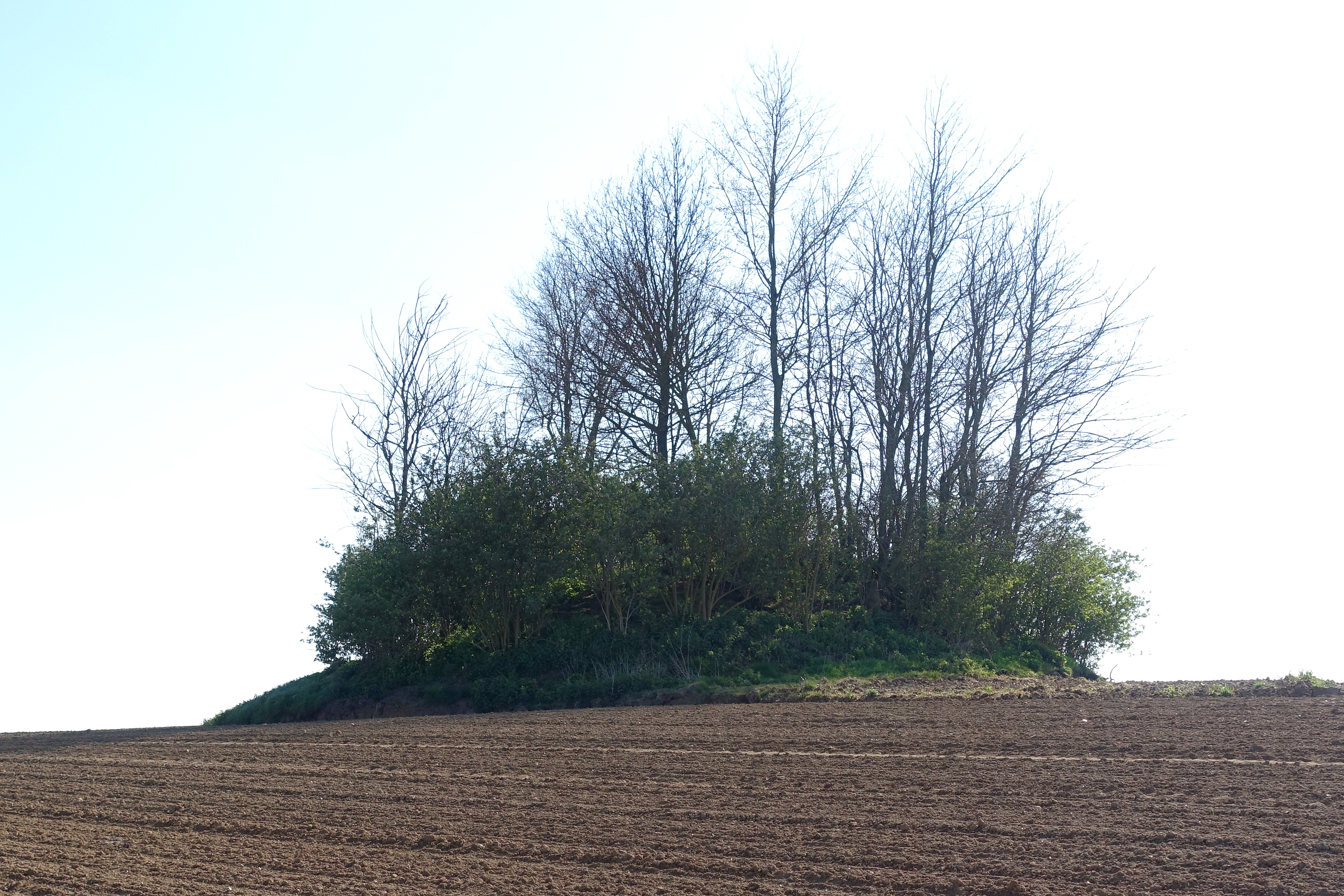
Tumulus de Vaux.
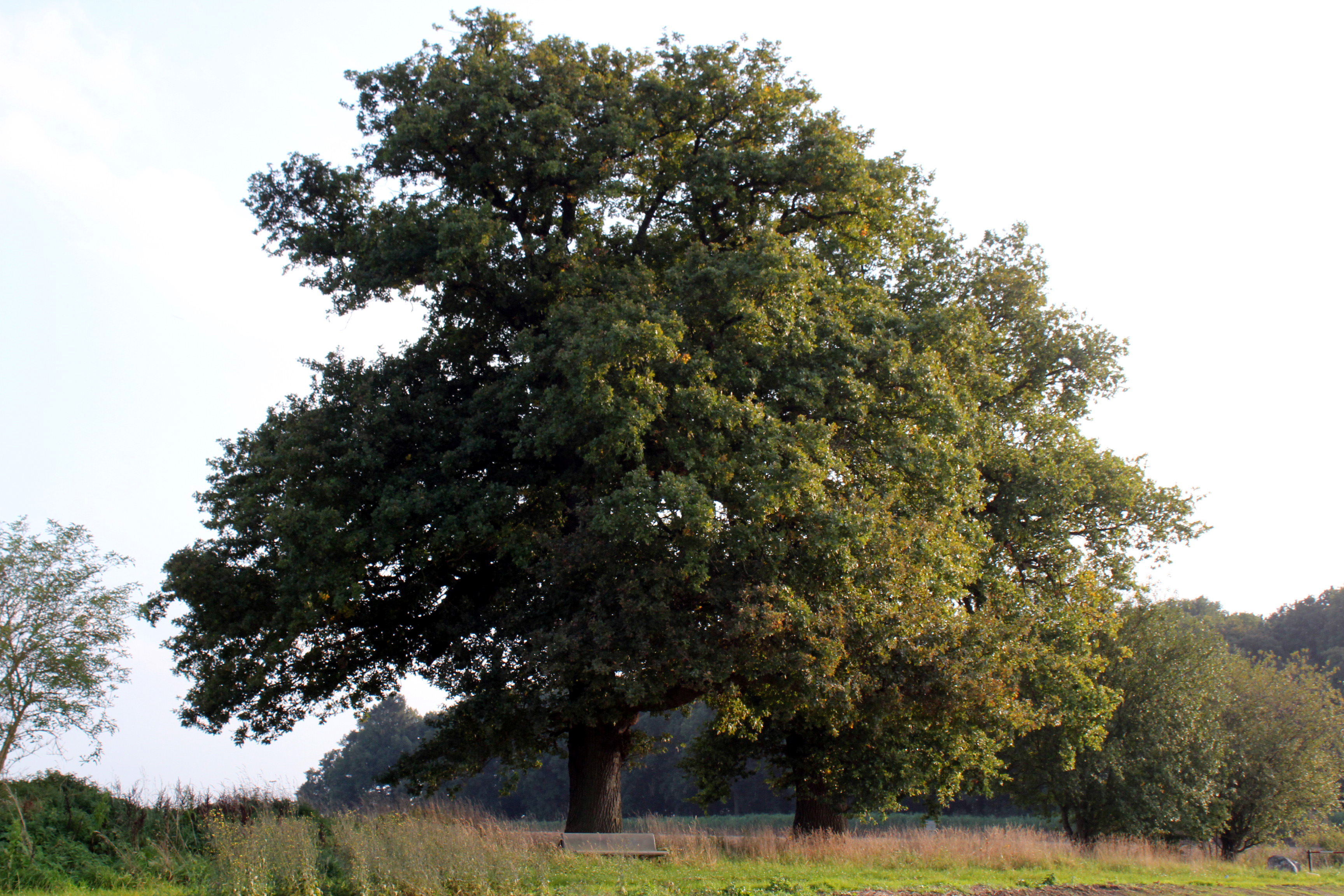
Orme de la Bourlotte.
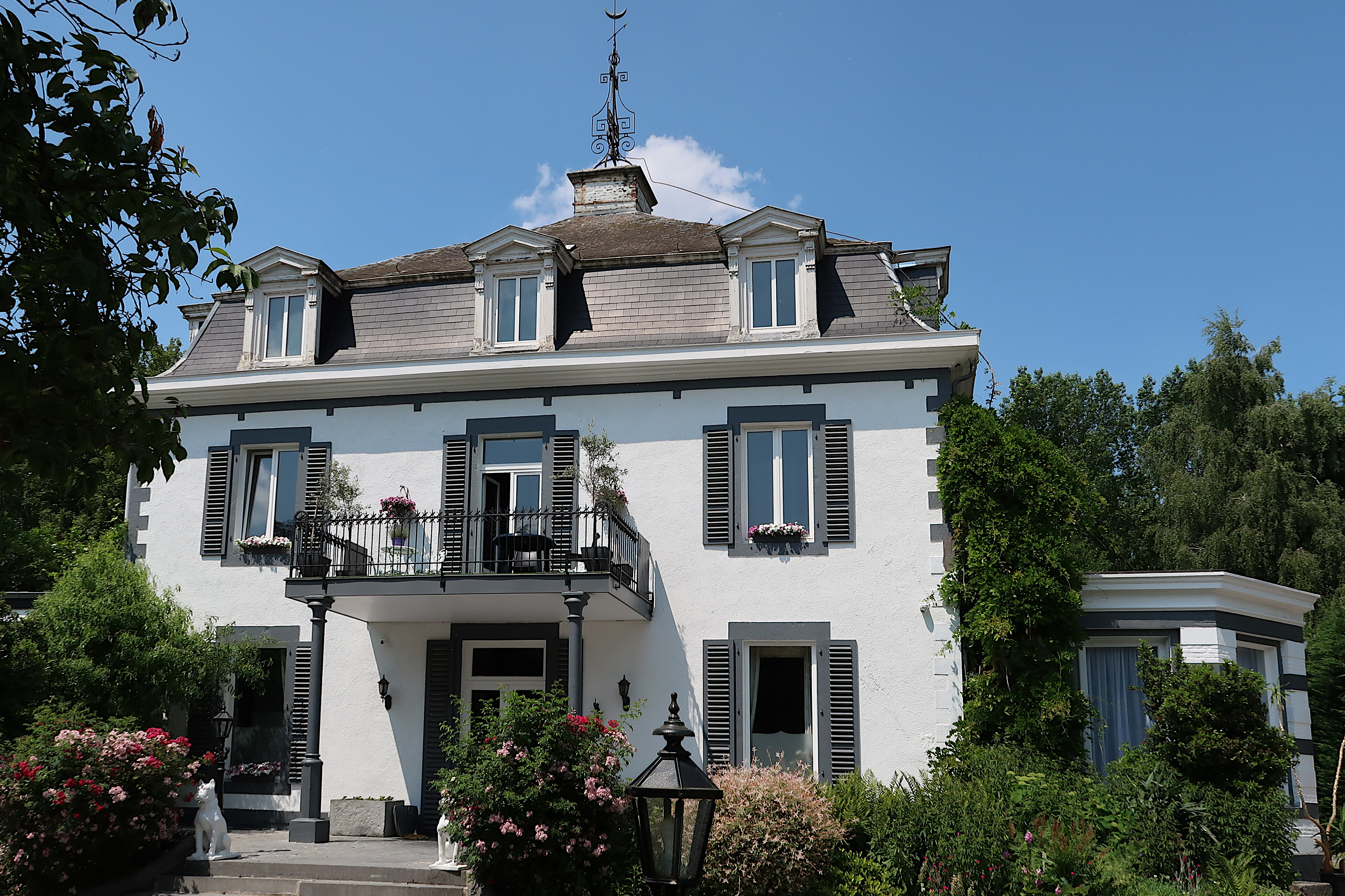
Château de Borset.